# Palác Rzuchów
Palác Rzuchów, polsky Pałac w Rzuchowie, se nachází ve vesnici Rzuchów v gmině Kornowac v okrese Ratiboř (Powiat raciborski) ve Slezském vojvodství v jižním Polsku.

## Další informace
Dvoupatrový palác Rzuchów byl postaven v roce 1888 Heinrichem Himmelem, později jej získal Joachim von Klützow. Po druhé světové válce byl poškozen a po opravách využíván jako dětský domov. Kolem paláce se nachází park se vzrostlými stromy a několika exotickými dřevinami. U vchodu půlkruhový portál podepřený dvěma sloupy a erbem prvních majitelů. Palác je v soukromém vlastnictví a je památkově chráněn.

## Galerie

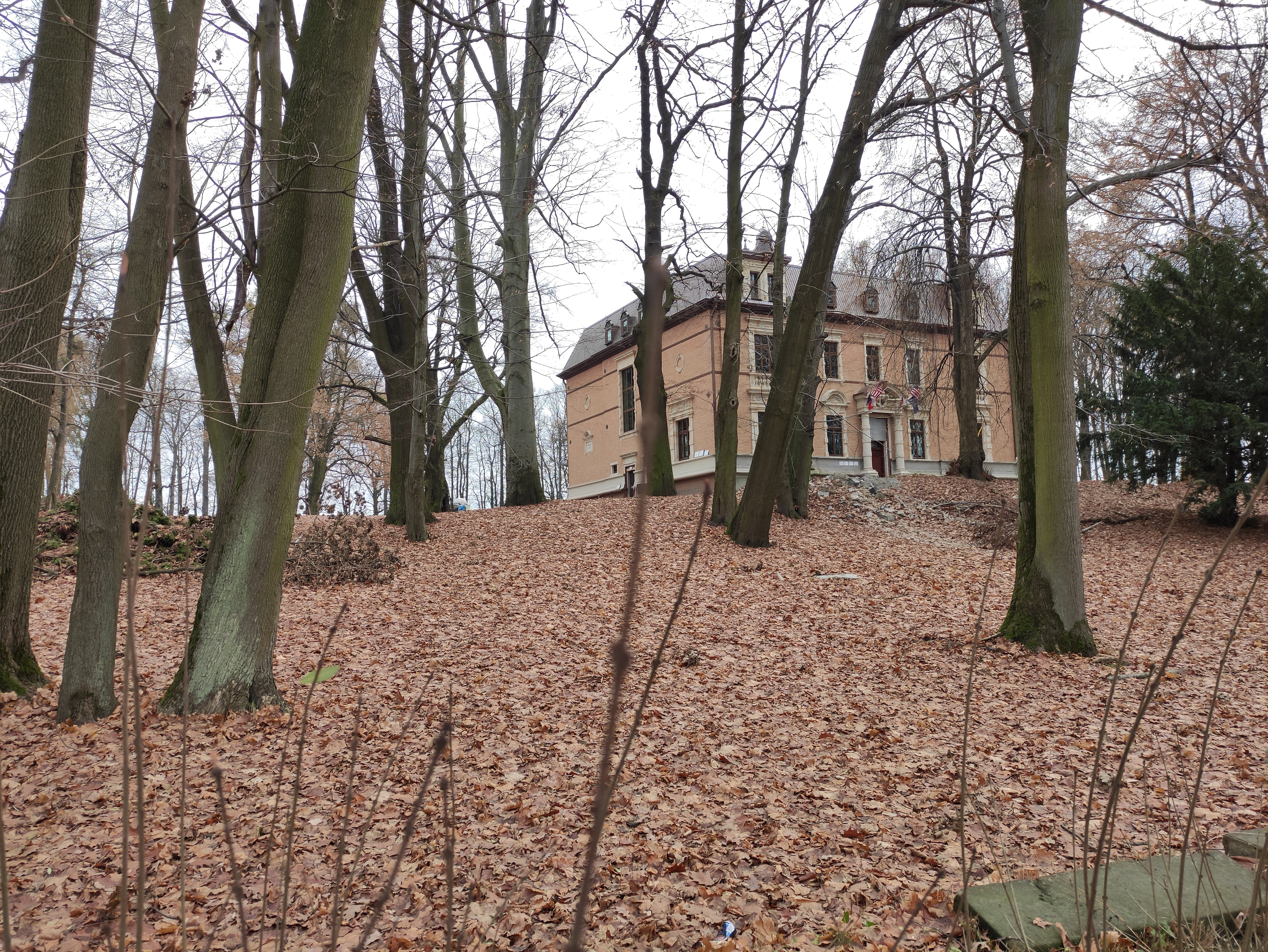
Palác